# 192 (nombre)
« Cent quatre-vingt-douze » redirige ici. Pour l'année, voir 192.
192 (cent quatre-vingt-douze ou cent nonante deux) est l'entier naturel qui suit 191 et qui précède 193.

## En mathématiques
192 est :
- La somme de dix nombres premiers consécutifs (5 + 7 + 11 + 13 + 17 + 19 + 23 + 29 + 31 + 37).
- Un nombre Harshad.

## Dans d'autres domaines
192 est aussi :
- Années historiques : -192, 192